# Euripus strigata
Euripus strigata är en fjärilsart som beskrevs av Hans Fruhstorfer 1914. Euripus strigata ingår i släktet Euripus och familjen praktfjärilar. Inga underarter finns listade i Catalogue of Life.